# Denis Jachiet
Denis Jean-Marie Jachiet (Parigi, 21 aprile 1962) è un vescovo cattolico francese, dal 2 ottobre 2021 vescovo di Belfort-Montbéliard.

## Biografia
Denis Jean-Marie Jachiet è nato a Parigi il 21 aprile 1962.

### Formazione e ministero sacerdotale
Nel 1987 ha conseguito la laurea alla Scuola nazionale superiore di chimica di Parigi con una tesi intitolata "Réactivité des organocuprates et des organoaluminates associés à BF dans l'ouverture nucléophile des oxirannes", avendo come relatore il professor Jean Normant. Poi ha ottenuto il dottorato di ricerca in ingegneria chimica all'Università Pierre e Marie Curie di Parigi. Ha lavorato come ricercatore all'Università della California a Los Angeles.
Nel 1990 è entrato nel seminario di Parigi. Ha completato il primo ciclo di studi presso la Scuola della Cattedrale di Parigi e poi terminato la sua formazione presso l'Istituto di Studi Teologici di Bruxelles dove nel 1997 ha ottenuto la licenza in teologia.
Il 16 settembre 1995 è stato ordinato diacono per l'arcidiocesi di Parigi nella chiesa di San Dionigi del Santissimo Sacramento a Parigi da monsignor André Armand Vingt-Trois, vescovo ausiliare di Parigi. Il 29 giugno dell'anno successivo è stato ordinato presbitero per la medesima arcidiocesi nella cattedrale di Notre-Dame a Parigi dal cardinale Aron Jean-Marie Lustiger, arcivescovo metropolita di Parigi. In seguito è stato vicario parrocchiale della parrocchia di Nostra Signora delle Grazie a Passy e cappellano degli studenti delle scuole medie e superiori di Saint-Jean de Passy dal 1997 al 2000; formatore presso il seminario di Parigi e insegnante alla Scuola della Cattedrale dal 2000 al 2014; responsabile della Maison Saint-Roch del seminario di Parigi dal 2000 al 2010; delegato per le vocazioni sacerdotali e religiose dal 2002 al 2009; direttore alla Maison Saint-Augustin, la comunità propedeutica del seminario, dal 2009 al 2010; parroco della parrocchia di San Severino e San Nicola e responsabile della Maison Saint-Séverin del seminario di Parigi dal 2010 al 2014; cappellano diocesano degli Scout unitari di Francia dal 2013 al 2014 e vicario generale con speciale responsabilità per i settori orientale e sud-orientale dell'arcidiocesi e canonico titolare della cattedrale di Notre-Dame a Parigi dal 2014.
È stato anche membro del consiglio presbiterale dal 2005.

### Ministero episcopale
Il 25 giugno 2016 papa Francesco lo ha nominato vescovo ausiliare di Parigi e titolare di Tigisi di Numidia. Ha ricevuto l'ordinazione episcopale il 9 settembre successivo nella cattedrale di Notre-Dame a Parigi dal cardinale André Vingt-Trois, arcivescovo metropolita di Parigi, co-consacranti il vescovo di Versailles Éric Aumonier, il vescovo di Soissons Renauld de Dinechin, il vescovo ausiliare di Parigi Jérôme Daniel Beau e il vescovo di Blois Jean-Pierre Batut. Come motto ha scelto l'espressione "Heureux les invités au repas des noces de l'Agneau" che significa "Beati quelli che sono invitati alla cena delle nozze dell'Agnello" ed è tratta dal versetto 19,9 dell'Apocalisse di Giovanni.
Il 2 ottobre 2021 lo stesso pontefice lo ha nominato vescovo di Belfort-Montbéliard. Ha preso posesso della diocesi il 14 novembre successivo con una cerimonia tenutasi nella cattedrale di San Cristoforo a Belfort alla presenza di numerosi prelati, tra cui l'arcivescovo metropolita di Besançon Jean-Luc Bouilleret e il nunzio apostolico Celestino Migliore.
Dal 5 settembre 2022 al 26 febbraio 2023 è stato anche amministratore apostolico sede plena di Saint-Dié il cui vescovo, monsignor Didier Norman Raymond Berthet, era in un cura per un osteosarcoma.
In seno alla Conferenza episcopale di Francia è presidente della commissione per il dialogo, il bene comune e l'amicizia sociale dal marzo del 2024. In precedenza è stato membro del consiglio per la missione universale della Chiesa e incaricato della pastorale dei migranti e degli itineranti in seno allo stesso dal giugno del 2017, presidente dello stesso consiglio dal 2020 al 2024  e membro del Servizio nazionale missione e migrazioni da luglio del 2022.

## Genealogia episcopale
La genealogia episcopale è:
- Cardinale Scipione Rebiba
- Cardinale Giulio Antonio Santori
- Cardinale Girolamo Bernerio, O.P.
- Arcivescovo Galeazzo Sanvitale
- Cardinale Ludovico Ludovisi
- Cardinale Luigi Caetani
- Cardinale Ulderico Carpegna
- Cardinale Paluzzo Paluzzi Altieri degli Albertoni
- Papa Benedetto XIII
- Papa Benedetto XIV
- Papa Clemente XIII
- Cardinale Marcantonio Colonna
- Cardinale Giacinto Sigismondo Gerdil, B.
- Cardinale Giulio Maria della Somaglia
- Cardinale Carlo Odescalchi, S.I.
- Vescovo Eugène de Mazenod, O.M.I.
- Cardinale Joseph Hippolyte Guibert, O.M.I.
- Cardinale François-Marie-Benjamin Richard
- Vescovo Marie-Prosper-Adolphe de Bonfils
- Cardinale Louis-Ernest Dubois
- Cardinale Georges-François-Xavier-Marie Grente
- Arcivescovo Marcel-Marie-Henri-Paul Dubois
- Cardinale François Marty
- Cardinale Jean-Marie Lustiger
- Cardinale André Vingt-Trois
- Vescovo Denis Jean-Marie Jachiet